# Korzika in Sardinija (rimska provinca)
Korzika in Sardinija (latinsko Corsica et Sardinia), antična rimska provinca na otokih Sardiniji in Korziki.

## Predrimsko obdobje
Prve trgovske postaje na Sardiniji in Korziki so ustanovili Feničani. Za Feničani so prišli Grki in ustanovili svoje kolonije. Leta 535 pr. n. št. so Kartažani s pomočjo Etruščanov osvojili grško kolonijo Alério  – Alalijo na Korziki. Za Korziko je prišla pod kartažansko oblast še Sardinija.

## Rimska provinca
Rim je imel s Kartagino sklenjeno meddržavno pogodbo, vendar je zaradi popolnega nespoštovanja njenih določil v prvi punski vojni oba otoka priključil k Republiki. Leta 238 pr. n. št. so se Kartažani sprijaznili s porazom in oba otoka uradno predali Rimu, ki je tam ustanovil  svojo provinco.  Ustanovitev province je pomenil začetek rimske vladavine na zahodnem Sredozemlju, ki je trajala 694 let.

## Rimsko gledanje na provinco
Rim je celo obdobje svoje vladavine vzdrževal s provinco korektne odnose. Obalna področja obeh otokov so bila naseljena z Rimljani in so privzela  latinski jezik in kulturo, prebivalstvo v notranjosti obeh otokov pa se je stalno upiralo. Ker je bila notranjost otokov poraščena z gostimi gozdovi, so se je Rimljani najraje izogibali in nanjo gledali kot na "ozemlje barbarov". Korzika in Sardinija je bila v primerjavi z rimskimi vzhodnimi provincami gospodarsko dokaj nepomembna, ker od nje niso mogli pričakovati niti vojnega plena niti ujetnikov. Za Korzičane so celo govorili, da je "vsakdo, ki je kupil Korzičana, žaloval za izgubljenim denarjem". Rimljani so na otočane gledali kot na zaostale in nevarne. 

## Odnosi z Rimom
Četudi so Rimljani imeli provinco za manj pomembno, sta Korzika in Sardinija igrali pomemebno vlogo v dogajanjih v državi. Sardinija je bila v času Rimske republike glavni dobavitelj žita, Korzika pa voska, ki je bil edini proizvod, ki ga je premogla.  
Otoka sta posredno pripomogla tudi do propada Rimske republike: Gaj Marij in Lucij Kornelij Sula Feliks sta tja naselila svoje veterane in otoške dobave žita izkoristila za plačevanje svojih vojnih uspehov, Julij Cezar je Sardinijo zasedel s svojimi delegati in prevzel nadzor nad dobavami žita, s katerim je hranil svojo vojsko in si zagotovil zmago v državljanski vojni leta 49 pr. n. št., v drugem triumviratu pa je otoka v svojo posest dobil Oktavijan in z njunim žitom hranil svojo vojsko proti Britu in Kasiju.
Korzika in Sardinija sta bili tudi mesto, kamor so izganjali politične nasprotnike, med njimi pravnika in senatorja   Gaja Kasija Longina, ki ga je Neron obtožil za zaroto, Agripininega morilca Anicenta, med Tiberijevo vladavino pa tudi številne Jude in kristjane.